# Jean Vuilleumier
Jean Vuilleumier (* 14. März 1934 in Genf; † 12. Juni 2012 ebenda) war ein Schweizer Journalist und Schriftsteller.

## Leben
Vuilleumier unterbrach sein Studium, um zunächst als Literaturkritiker beim Journal de Genève, dann ab 1959 als Kulturredaktor bei der Tribune de Genève zu arbeiten. Daneben machte er sich in der Romandie nach 1968 besonders mit seinen Romanen einen Namen als Schriftsteller. Seine Werke wurden bisher nicht ins Deutsche übersetzt.

## Auszeichnungen
- 1974 Prix Rambert für den Roman L’écorchement
- 1975 Prix des écrivains de Genève für Le combat souterrain
- 1978 Preis der Schweizerischen Schillerstiftung
- 2004 Kulturpreis der Fondation Leenaards für sein Gesamtwerk

## Werke

### Prosawerke
- Le mal été, L’Age d’Homme, Lausanne 1968
- Le rideau noir, L’Aire, Lausanne 1970
- L’écorchement, L’Aire, Lausanne 1972
- Le combat souterrain, L’Aire, Lausanne 1975
- Le simulacre, L’Age d’Homme, Lausanne 1977
- Le pensionnaire, L’Age d’Homme, Lausanne 1979
- La désaffection, L’Age d’Homme, Lausanne 1980
- L’allergie, L’Age d’Homme, Lausanne 1983
- L’ombre double, L’Age d’Homme, Lausanne 1986
- Les abords du camp, L’Age d’Homme, Lausanne 1987
- Le jardin, L’Age d’Homme, Lausanne 1988
- La déposition, L’Age d’Homme, Lausanne 1990
- L’effacement, L’Age d’Homme, Lausanne 1991
- La rémanence, L’Age d’Homme, Lausanne 1992
- La substitution, L’Age d’Homme, Lausanne 1995
- La rémission, L’Age d’Homme, Lausanne 1997
- L’effraction, suivi de Un Dieu sans puissance, L’Age d’Homme, Lausanne 1998
- Le transfert, L’Age d’Homme, Lausanne 1999
- La manipulation, L’Age d’Homme, Lausanne 2000
- La divergence, L’Age d’Homme, Lausanne 2002
- L’incartade, L’Age d’Homme, Lausanne 2003
- L’enjeu, L’Age d’Homme, Lausanne 2005

### Essays / Biographien
- Georges Haldas ou l’état de poésie, L’Age d’Homme, Lausanne 1982
- Le complexe d’Amiel, L’Age d’Homme, Lausanne 1985
- À la rencontre de Georges Haldas. Esais et témoignages, publié à l'occasion du 70e anniversaire de Gweorges Haldas, ce voluma a été préparé par les soins de François Debluë et Jean Vuilleumier, en collaboration avec Vladimir Dimitrijević, L'Age d'Homme, Lausanne 1987
- Blanche, Marthe, Camille. Notes sur trois mystiques, L’Age d’Homme, Lausanne 1996

### Gedichtbände
- Remémoration, L’Age d’Homme, Lausanne 1981
- Interzones, L’Age d’Homme, Lausanne 1984